# Ruth Atkinson
Ruth Atkinson   (Toronto, 2 de juny de 1918 - Pacifica, 1 de juny de 1997) Ruth Atkinson Ford més coneguda com a R. Atkinson fou una dibuixant de còmic estatunidenca i dona pionera del comic book que creà el personatge de llarga durada de Marvel Comics Millie the Model, i també co-creà Patsy Walker.

## Biografia
Nascuda a Toronto, al Canadà, Ruth Atkinson emigrà amb la seva família quan era una nena a la part interior de l'Estat de Nova York.
És una de les primeres dones a treballar en el còmic, alhora a les editorials Fiction House (des de 1942 o 1943) i Iger Studio, no només com a dibuixant, sinó també fent altres feines. Fou companya d'altres dones artistes, com Fran Hopper, Lily Renée i Marcia Snyder, i a l'Iger Studio tingué com a cap una altra dona, Ruth Roche. La primera obra que s'ha confirmat signada per Atkinson és la pàgina Wing Tips, al número 42 de la revista Wings Comics, el febrer de 1944.
Atkinson seguí dibuixant i acolorint aquesta figura d'un avió, tal com a Fiction House feia amb "Clipper Kirk" i "Suicide Smith" a Wings Comics, amb "Tabu" a Jungle Comics, i amb "Sea Devil" a Rangers Comics. En algun moment, esdevingué directora artística de Fiction House, però deixà el càrrec per passar a treballar de freelance quan s'adonà que les tasques directives no li deixaven gaire temps per dedicar-lo al seu art.
Amb l'escriptor Otto Binder, van escriure i dibuixar "Patsy Walker", per a la casa predecessora de Marvel Comics, Timely Comics, al núm. 2 de Miss America Magazine (novembre de 1944). Atkinson hauria estat dibuixant aquesta historieta humorístico-romàntica durant dos anys, així com escribia i dibuixava la primera sèrie de la duradora Millie the Model.
Atkinson més tard dibuixà les aventures de no-ficció Heroic Comics per a Eastern Color Comics, així com alguns dels primers còmics romàntics, com Boy Meets Girl i Boy Loves Girl, de Lev Gleason Publications, durant els primers anys 1950.
Atkinson es retirà dels còmics poc després de casar-se. Quan va morir de càncer el 1997 estava vivint a Pacifica (Califòrnia).